# Middellandse Zeespelen 1967
De Middellandse Zeespelen 1967 vormden de vijfde editie van de Middellandse Zeespelen. Ze werden gehouden van 8 tot en met 17 september 1967 in de Tunesische hoofdstad Tunis.
Er namen 1249 atleten deel aan deze Spelen. Het was de eerste editie waaraan vrouwelijke atleten mochten deelnemen. Italië sloot de Spelen af als aanvoerder van het medailleklassement, op ruime afstand gevolgd door de Joegoslavië en Spanje. Gastland Tunesië beëindigde de Spelen op de zesde plaats in het medailleklassement.

## Sporten
Op deze Spelen stonden er 14 sporten op het programma, drie minder dan vier jaar eerder. In 93 onderdelen konden medailles worden behaald.
| Atletiek Basketbal Boksen Gewichtheffen Gymnastiek | Handbal Schermen Tennis Voetbal Volleybal | Waterpolo Wielersport Worstelen Zwemmen |

## Medaillespiegel
| Plaats | Land        | Goud | Zilver | Brons | Totaal |
| 1      | Italië      | 35   | 26     | 22    | 83     |
| 2      | Joegoslavië | 15   | 16     | 5     | 36     |
| 3      | Spanje      | 10   | 14     | 27    | 51     |
| 4      | Turkije     | 9    | 9      | 6     | 24     |
| 5      | Frankrijk   | 7    | 4      | 4     | 15     |
| 6      | Tunesië     | 5    | 9      | 11    | 25     |
| 7      | Griekenland | 5    | 6      | 12    | 23     |
| 8      | Marokko     | 1    | 1      | 3     | 5      |
| 9      | Algerije    | 0    | 0      | 3     | 3      |
| 10     | Libië       | 0    | 0      | 2     | 2      |
| 11     | Libanon     | 0    | 0      | 1     | 1      |
| Totaal | Totaal      | 87   | 85     | 96    | 268    |

## Deelnemende landen
Aan de vierde Middellandse Zeespelen namen twaalf landen deel, één minder dan vier jaar eerder. Algerije en Libië debuteerden op deze Spelen, Egypte (tot 1970 onder de naam Verenigde Arabische Republiek), Monaco en Syrië trokken zich terug. Malta was het enige land dat geen medailles wist te vergaren.
- Algerije
- Frankrijk
- Griekenland
- Italië

- Joegoslavië
- Libanon
- Libië
- Malta

- Marokko
- Spanje
- Tunesië
- Turkije